# 알렉시스 루아노 델가도
알렉시스 루아노 델가도(Alexis Ruano Delgado, 1985년 8월 4일 ~)는 스페인의 전 축구 선수로, 과거 수비수로 활약했다.